# Interstate 96
Die Interstate 96 (kurz I-96) ist ein Interstate Highway in den Vereinigten Staaten von Amerika. Sie beginnt am U.S. Highway 31 bei Muskegon und endet an der Interstate 75 in Detroit.

## Wichtige Städte
- Muskegon
- Grand Rapids
- Lansing
- Detroit

## Zubringer und Umgehungen
- Interstate 196 bei Grand Rapids
- Interstate 296 bei Grand Rapids.
- Interstate 496 bei Lansing.
- Interstate 696 bei Detroit